# MemoQ
memoQ — проприетарный пакет программ автоматизированного перевода, работающий в операционной системе Microsoft Windows. Разработан венгерской компанией memoQ Translation Technologies (до середины 2018 года называлась Kilgray Translation Technologies (венг. Kilgray Fordítástechnológiai Kft.)).

## История
Компания-разработчик Kilgray Translation Technologies основана в 2004 году, была признана одной из самых быстрорастущих компаний в секторе технологии перевода в 2012 и 2013 годах.
memoQ — первый продукт компании. Первая версия пакета программ была представлена в 2006 году.
В 2018 году компания приняла решение сменить название на memoQ Translation Technologies.

## Принцип работы
memoQ предоставляет интеграцию с памятью переводов, терминологией, машинным переводом и управление справочной информацией в среде настольных, клиент/серверных и веб-приложений.

## Ключевые особенности и функции программы
- возможность подключать несколько TM-баз перевода
- наличие терминологического словаря
- создание корпуса документов в формате «исходник-перевод»
- учет переводов прошлых текстов, их анализ на предмет наличия совпадений с новым, еще не переведенным материалом
- наличие модуля расширенной статистики для прогноза оставшегося времени работы
- интеграция с существующими инструментами, TMX и TTX совместимыми
- взаимодействие с сетевой базой данных
- возможность подключения различных модулей для автоматизации процесса перевода
- возможность поиска отдельных терминов не только в словаре, но и в переведенных документах, а также в онлайн базах терминов и словарях
- повышение скорости и качества ручного перевода.

## Поддерживаемые форматы
memoQ поддерживает несколько десятков различных типов файлов исходных документов.

### Форматы  исходных документов
| Формат файлов                    | Расширение файлов                                                    |
| -------------------------------- | -------------------------------------------------------------------- |
| Adobe Framemaker™                | *.MIF                                                                |
| Adobe InDesign™                  | *.INDD                                                               |
| Adobe InDesign™                  | *.INX                                                                |
| Adobe InDesign™ Markup Language  | *.IDML                                                               |
| Adobe PDF                        | *.PDF                                                                |
| Adobe PhotoShop™                 | *.PSD                                                                |
| AuthorIT                         | *.XML                                                                |
| DITA                             | *.DITA, *.XML                                                        |
| Карты памяти FreeMind            | *.MM                                                                 |
| HTML                             | *.HTML, *.HMT, *.SHT                                                 |
| Microsoft Office™ 2003           | *.DOC, *.RTF, *.BAK, *.DOT, *.XLS, *.XML, *.XLT, *.PPT, *.PPS, *.POT |
| Microsoft Office™ 2007-2013      | *.DOCX, *.XLSX, *.XLSM, *.PPTX, *.PPSX, *.POTX, *.SLDX               |
| Microsoft Visio™                 | *.VDX                                                                |
| MS Help™ Workshop                | *.HHC, *.HHK                                                         |
| Текстовые документы OpenDocument | *.ODT, *.ODF                                                         |
| Обычный текст                    | *.TXT, *.INF, *.INI, *.REG                                           |
| Rich Text Format™                | *.RTF                                                                |
| Файлы изображений SVG            | *.SVG                                                                |
| Страницы Typo3                   | *.XML                                                                |
| XML, SGML                        | *.XML, *.SGML                                                        |
| YAML                             | *.YAML                                                               |

В программе можно переводить файлы локализации программ, двуязычные документы, файлы проектов, файлы памяти переводов и терминологических баз,  файлы правил сегментации — подробный список приведен на сайте разработчика.